# Peña de los Parra
La peña de los Parra è stata un'importante peña folkloristica cilena fondata dai figli di Violeta Parra, Isabel e Ángel, nel 1964.
La peña de los Parra è stata uno dei motori principali del movimento della Nueva Canción Chilena e, dal 1968, anche una sottoetichetta discografica della DICAP, che ha pubblicato numerosi supporti fonografici di artisti facenti parte del movimento, oltre ai fondatori Isabel Parra e Ángel Parra (anche come duo Isabel y Ángel Parra), Patricio Manns e Rolando Alarcón.

## Storia
La peña de los Parra venne fondata nel 1964, anno di ritorno in Cile di Violeta, Isabel e Ángel dal loro soggiorno parigino, dove Violeta aveva esposto i propri quadri e Isabel e Ángel avevano dato vita al duo Isabel y Ángel Parra, inizialmente con il nome Los Parra de Chillan. I Parra si insediarono temporaneamente a casa del pittore Juan Capra, al numero 340 della calle Carmen, nel centro storico di Santiago del Cile. Durante questo soggiorno i figli di Violeta Parra decisero di fondare il gruppo, così che la casa divenne il centro di gravità bohemien cui facevano riferimento numerosi artisti musicali e figurativi che orbitavano attorno alle figure della cantante e del pittore cileni.
Il gruppo era inizialmente incentrato sull'arte figurativa e l'abitazione divenne una vera accademia di arti e mestieri che inizialmente occupava due stanze, ma che finì per espandersi invadendo l'intera costruzione, dove le pareti dipinte di bianco permettevano agli ospiti di lasciare la propria firma. Oltre allo stesso pittore Juan Capra e ai Parra, tra i nomi che frequentavano l'abitazione figuravano, tra gli altri, lo scultore Sergio Castillo, Santos Chávez, il musicista svizzero Gilbert Favre (amante di Violeta Parra in quel periodo), Roberto Parra, Payo Grondona, Tito Fernández, José Agustín Goytisolo, Paco Ibáñez e Víctor Jara. Si sarebbero inoltre potuti incontrare all'interno della peña musicisti come Atahualpa Yupanqui, César Isella, Poni Micharvegas, Marta Contreras o Paco Ibáñez.
I quattro artisti fondatori della peña de los Parra furono i fratelli Isabel e Ángel Parra, Patricio Manns e Rolando Alarcón, cui più tardi si unì Víctor Jara, dopo aver lasciato il Conjunto Cuncumén. Da qui sarebbero in seguito passati i più importanti artisti della Nueva Canción Chilena, come Payo Grondona, Patricio Castillo, Homero Caro, Kiko Alvarez, Osvaldo Rodríguez, Alejandro Lazo, Alberto Kurapel.  Sempre all'interno della peña presero vita alcuni gruppi musicali come i Voces Andinas, con cui Patricio Manns avrebbe inciso l'album El sueño americano; il gruppo Huamarí di Santiago; Los de la Peña, che in seguito sarebbero divenuti Los Curacas.
Tra gli altri artisti che fecero parte o incisero per l'etichetta discografica della peña, vi sono inoltre gli Amerindios, i Blops, Tito Fernández, Roberto Parra e Tiempo Nuevo. Dalla peña e dalla collaborazione con i Parra prese il via anche la carriera della cantautrice Charo Cofré. Il nome che invece fu meno presente fu proprio quello di Violeta Parra, che al tempo si stava dedicando ad altre attività, prima tra tutte La Carpa de la Reina, un grande tendone installato alle porte della capitale Santiago, che nelle intenzioni della Parra doveva diventare un centro culturale concentrato nella ricerca sul folclore cileno.
Il gruppo terminò la propria attività nel settembre del 1973, a causa del colpo di stato che mise fine non solamente al governo socialista democraticamente eletto di Salvador Allende, ma anche a tutti i movimenti culturali del paese a esso in qualche modo legati, portando inoltre alla chiusura della casa discografica DICAP e delle sue sussidiarie.

## Etichetta discografica
Nel 1968 Ángel e Isabel fondarono l'etichetta discografica Peña de los Parra, destinata a pubblicare le registrazioni realizzate all'interno del gruppo di artisti. Il catalogo era distribuito dalla DICAP (Discoteca del Cantar Popular) e i suoi lavori, che comprendevano anche gruppi di altro genere come i Blops, sono stati in seguito ristampati da altre etichette.
L'etichetta terminò la propria attività nel settembre del 1973, a causa del colpo di Stato in Cile del 1973, cui seguirono anche l'arresto di Ángel e l'esilio di entrambi i fratelli.
Il logo - il disegno di una rosa con un gambo con due spine, da una delle quali cade una goccia di sangue - è una riproduzione del simbolo usato nell'Encuentro de la Canción Protesta, un festival tenuto a Cuba tra il 29 luglio e il 10 agosto del 1967.